# Chełmińskie Przedmieście
Chełmińskie Przedmieście – część urzędowa Torunia zlokalizowana na prawobrzeżu, jedna z najstarszych części miasta. Jej granice wyznaczają: ulica Długa (od strony północnej), Kraszewskiego, Czerwona Droga i Odrodzenia (od strony południowej), Legionów (od strony wschodniej) i św. Józefa (od strony zachodniej). Stanowi najludniejszą część urzędową Torunia.

## Historia
Chełmińskie Przedmieście wchodziło w skład terytorium miejskiego Torunia, jednak mieściło się poza murami miejskimi. Było to największe i najludniejsze przedmieście Torunia, zlokalizowane na drogach handlowych w kierunku Chełmna, Grudziądza i Gdańska. Najstarszą znaną ulicą była ulica Tragarska, dziś nieistniejąca. Na Przedmieściu znajdował się kościół św. Wawrzyńca, wzniesiony w latach 60. XIII w., a rozebrany w 1824 roku. W drugiej połowie XIII wieku wzniesiono kościół i leprozorium św. Jerzego. Kościół św. Jerzego rozebrano w czerwcu 1811 roku. Ponadto w XIV wieku wzniesiono kościół Świętego Krzyża, który prawdopodobnie rozebrano około XVI wieku.
W 1386 roku zbudowano gmach sądu przedmiejskiego. Po jego spaleniu przez wojska szwedzkie w 1629 roku nie został odbudowany.
W pobliżu Bramy Chełmińskiej osiedlali się rzemieślnicy, w XIV wieku przy Bramie zbudowano barbakan. Przed Bramą znajdowały się dwa targi (koński i bydlęcy) oraz kramy, dzierżawione głównie przez szewców mieszkających w pobliżu kościoła św. Jerzego. Na północy i wschodzie Przedmieścia, w kierunku wsi Mokre rozciągały się ogrody.
Chełmińskie Przedmieście zostało poważnie zniszczone podczas wojny trzynastoletniej w latach 1454–1466, a następnie podczas wojny szwedzkiej w latach 1626–1629. Po wojnie szwedzkiej straciło rangę najbardziej zurbanizowanego przedmieścia miasta na rzecz Przedmieścia św. Katarzyny. W XVIII wieku Chełmińskie Przedmieście zostało nieznacznie rozbudowane. W czasach nowożytnych mieściły się w tym miejscu ogrody patrycjuszy toruńskich (m.in. Gereta, Nałęcza, Borkowskiego). Większość mieszkańców pracowało w rolnictwie, być może również w ogrodnictwie. Mniejszość stanowili rzemieślnicy, żebracy oraz przedstawiciele marginesu społecznego. Centrum rozrywkowym mieszkańców przedmieścia były gospody Fortuna i Jeruzalem.
W 1813 roku Chełmińskie Przedmieście zostało spalone dla oczyszczenia przedpola wiedzy w czasie wojny Napoleona Bonapartego z Rosją. Dalszy zanik Chełmińskiego Przedmieścia miał miejsce w wyniku budowy Twierdzy Toruń. W następnych latach Chełmińskie Przedmieście było zamieszkiwane przez ludność ubogą, a samo Przedmieście rozwijało się chaotycznie. W 1882 roku uchwalono plan zabudowy Przedmieścia, jednakże nie wytyczył on kierunku jej dalszego rozwoju.
W okresie międzywojennym Przedmieście nadal było zamieszkiwane głównie przez najuboższe warstwy społeczne. Przedmieście zamieszkiwała głównie ludność pracująca na Mokrem.

## Architektura
W wyniku działań wojennych (zwłaszcza wojen szwedzkich w XVII wieku i wojen napoleońskich w XIX wieku) nie zachowały się budynki powstałe przed XIX wiekiem. XIX-wieczna zabudowa z muru pruskiego szybko zanika.

## Ważniejsze miejsca
- Centrum Sztuki Współczesnej „Znaki Czasu” (ul. Wały gen. Sikorskiego 13) – instytucja kultury założona w 2006 roku[4].
- Dawny Bank Rolny (ul. Wały gen. Sikorskiego 15) – zbudowany w 1939 roku, jeden z ostatnich gmachów publicznych wybudowanych w Toruniu przed wybuchem II wojny światowej[4].
- Budynek Urzędu Marszałkowskiego Województwa Kujawsko-Pomorskiego (plac Teatralny 2) – budynek w stylu modernistycznego klasycyzmu zbudowany w latach 1927–1932[4].
- Pomnik Władysława Raczkiewicza (plac Teatralny 2) – pomnik ostatniego wojewody pomorskiego, pierwszego prezydenta RP na uchodźstwie[4].
- Centrum Kulturalno-Kongresowe Jordanki (aleja Solidarności 1-3) – wielofunkcyjny obiekt, w którym organizowane są koncerty, widowiska operowe i teatralne, konferencje, targi[4].
- Muzeum Etnograficzne im. Marii Znamierowskiej-Prüfferowej (ul. Wały gen. Sikorskiego 19) – jedno z trzech największych muzeów etnograficznych w Polsce, założone w 1958 roku[4]. Znajduje się w budynku dawnej wozowni artyleryjskiej, zbudowanej w 1824 roku[14]. W skład Muzeum wchodzi Park Etnograficzny, mieszczący się w części Plant na Bastionie św. Wawrzyńca[4].
- Miejska Przychodnia Specjalistyczna (Uniwersytecka 17) – zbudowana w 1930 roku[4].
- Pomnik Kargula i Pawlaka (ul. Czerwona Droga 1) – pomnik bohaterów serii filmów Sylwestra Chęcińskiego Sami swoi, Nie ma mocnych i Kochaj albo rzuć, odsłonięty 11 lutego 2006 roku[4].
- Dawna willa Stefana Mielickiego (ul. Czerwona Droga 8) – wzniesiona w 1925 roku[4].
- Cmentarz św. Jerzego – najstarszy istniejący cmentarz w Toruniu, założony w 1811 roku[15].
- Kaplica Narodzenia Najświętszej Maryi Panny – wzniesiona w 1885 roku przy południowo-zachodnim narożniku cmentarza św. Jerzego[4].
- Budynek Wydziału Fizyki, Astronomii i Informatyki Stosowanej Uniwersytetu Mikołaja Kopernika (ul. Grudziądzka 7) – gmach wydziału wzniesiony tuż po zakończeniu II wojny światowej. Pierwotnie miał być przeznaczony dla Pomorskiego Sądu Apelacyjnego i Prokuratorii Generalnej[4].
- Pomnik Żołnierzy Bawarskich (ul. Legionów 19/25) – pomnik upamiętniający żołnierzy bawarskich poległych i zmarłych w 1813 roku, wzniesiony w 1888 roku[16].
- Dom willowy (ul. Szosa Chełmińska 49/51) – wzniesiony ok. 1869 roku, dawniej siedziba przedsiębiorstwa budowlanego Ulmer & Kaun[4].
- Domy z muru pruskiego – XIX-wieczna zabudowa, będąca dawniej głównym składnikiem pejzażu Chełmińskiego Przedmieścia[4].
- Góra Łakoma (ul. Szosa Chełmińska 75A) – dawniej element większych obszarów wydmowych w północno-zachodniej części Torunia, na przestrzeni lat przekształcone w naturalne wzniesienie wydmowe[4].
- Willa Stefana Dembińskiego (ul. Szosa Chełmińska 130) – willa zbudowana w 1923 roku z inicjatywy ppłk Stefana Jacka Dembińskiego[4].